# Élections législatives centrafricaines de 2020-2021
Les élections législatives centrafricaines de 2020 ont lieu le 27 décembre 2020 et le 14 mars 2021 en République centrafricaine. Le premier tour est organisé en décembre en même temps que celui de la présidentielle dans une partie des circonscriptions. Les troubles causés par des groupes armés provoquent l'étalement du scrutin sur plusieurs tours partiels au cours des mois suivants.

## Contexte
Les élections de 2020 ont lieu dans le contexte de la Pandémie de Covid-19, qui fait craindre un report du scrutin. Le pays est par ailleurs toujours l'objet d'une opération de maintien de la paix des Nations unies, la MINUSCA,.
Les élections législatives de mars 2016 ont donné lieu à un parlement très  fragmenté, 55 des 140 députés étant sans étiquettes, tandis que dix sept partis se partagent les sièges restants, avec 16 sièges pour le plus grand d'entre eux et six partis dotés d'un seul siège.
Début septembre, la Cour constitutionnelle laisse à l'Autorité nationale des élections (ANE) jusqu'au 27 septembre pour publier les nouvelles listes électorales. Le 10 septembre, la classe politique et la société civile prennent acte de l'impossibilité de tenir le scrutin dans les délais. L'opposition et la société civile exigent à la majorité présidentielle la tête d'un gouvernement d'union nationale en échange de la prolongation des mandats présidentiel et parlementaires. De son côté, l'ANE réclame un délai technique jusqu'au 8 octobre sans reporter le scrutin.

## Système électoral

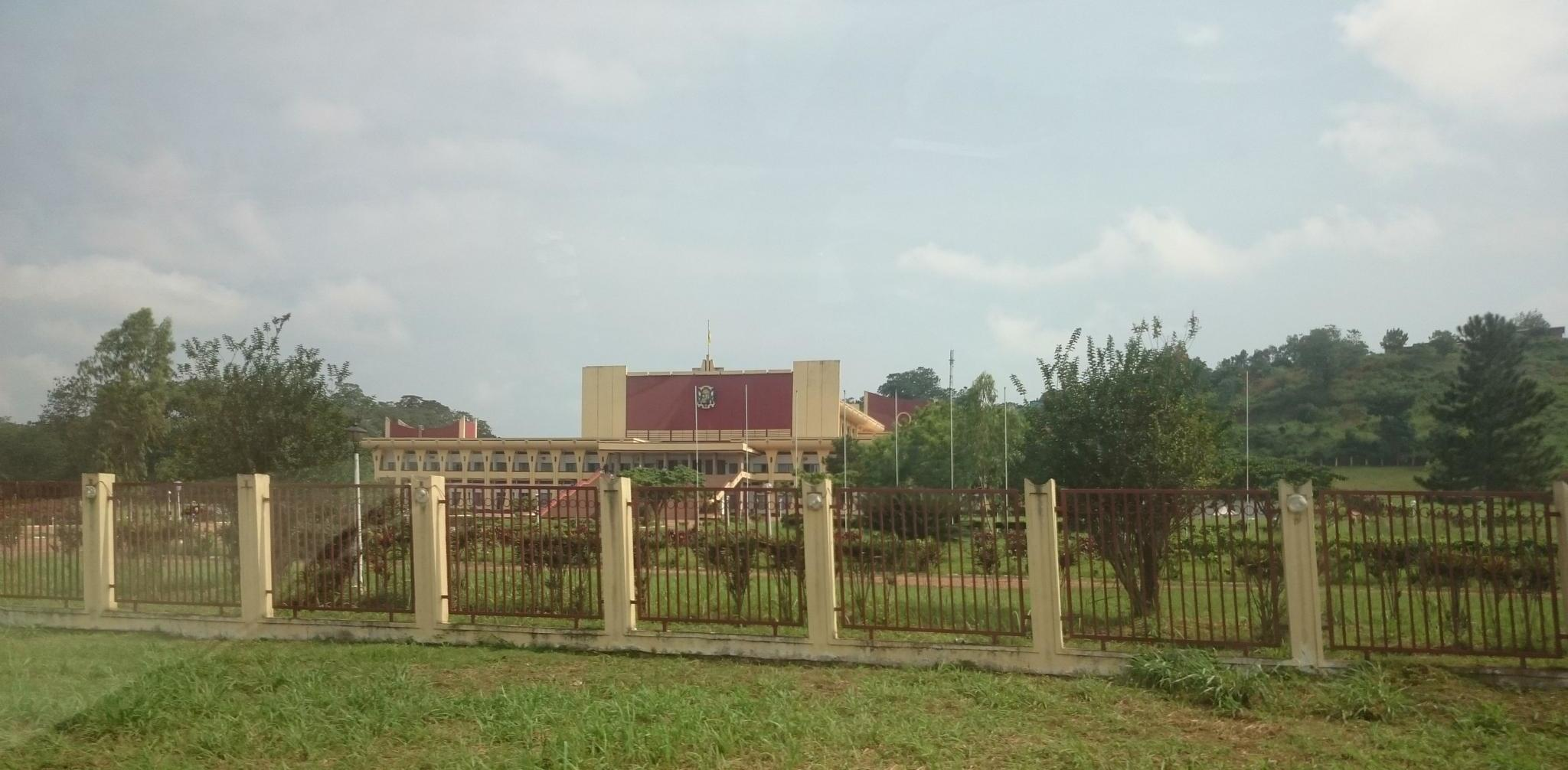
Bâtiment de l'assemblée à Bangui.

La République centrafricaine est dotée d'un parlement bicaméral dont l'Assemblée nationale est la chambre basse. La future chambre haute, le Sénat, n'a cependant pas encore été mise en place. L'assemblée est composée de 140 sièges pourvus pour cinq ans au scrutin uninominal majoritaire à deux tours dans autant de circonscriptions. Est élu dans chacune d'elles le candidat ayant recueilli la majorité absolue des suffrages exprimés au premier tour. À défaut, un second tour est organisé entre les deux candidats arrivés en tête au premier, et celui recueillant le plus de voix est déclaré élu. En cas d'égalité des voix entre un homme et une femme, la femme l'emporte. Si l'égalité des voix concerne deux candidats de même sexe, le plus âgé l'emporte,.
Les candidats doivent être âgés d'au moins vingt cinq ans, et s'acquitter d'une caution de 250 000 Franc CFA, qui leur est rétribuée s'il obtiennent au moins 10 % des suffrages dans leur circonscription.

## Résultats
|       | Mouvement Cœurs unis (MCU)                                                          | 40  | Nv            |  |  |  |  |  |  |
|       | Convergence nationale - Kwa Na Kwa (KNK)                                            | 11  | 4             |  |  |  |  |  |  |
|       | Union pour le renouveau centrafricain (URCA)                                        | 7   | 4             |  |  |  |  |  |  |
|       | Mouvement de libération du peuple centrafricain (MLPC)                              | 6   | 4             |  |  |  |  |  |  |
|       | Mouvement national des indépendants (MOUNI)                                         | 6   | Nv            |  |  |  |  |  |  |
|       | Rassemblement démocratique centrafricain (RDC)                                      | 4   | 4             |  |  |  |  |  |  |
|       | Parti africain pour une transformation radicale et l'intégration des États (PATRIE) | 39  | -             |  |  |  |  |  |  |
|       | Chemin de l'espérance                                                               | 39  | -             |  |  |  |  |  |  |
|       | Union nationale pour la démocratie et le progrès (UNDP)                             | 39  | -             |  |  |  |  |  |  |
|       | Parti pour la gouvernance démocratique (PGD)                                        | 39  | -             |  |  |  |  |  |  |
|       | Union nationale des démocrates républicains (UNADER)                                | 39  | -             |  |  |  |  |  |  |
|       | Autres partis                                                                       | 39  | -             |  |  |  |  |  |  |
|       | Indépendants                                                                        | 27  | 33            |  |  |  |  |  |  |
|       |                                                                                     |     |               |  |  |  |  |  |  |
| Total | Total                                                                               | 140 | en stagnation |  |  |  |  |  |  |

## Analyse
Un total de 22 candidats sont élus dès le premier tour, tandis que des ballotages sont prévus dans seulement 60 autres, la menace des groupes armés n'ayant permis d'organiser le scrutin dans les 58 circonscriptions restantes,, tandis que 13 circonscriptions voient les résultats de leur premier tour annulés pour irrégularités par la Cour constitutionnelle. Initialement prévus le 7 février 2021, les second tours sont finalement organisés à une date ultérieure,,,.
En plus des seconds tours prévus dans les circonscriptions où le premier tour a pu avoir lieu, de nouveaux premier tours doivent être organisés dans l'ensemble des circonscriptions où ça n'a pas été le cas ou bien dans lesquelles les résultats ont été annulés. La constitution prévoit que l'Assemblée nationale nouvellement élue soit installée au plus tard le 2 mai 2021. Pour ce faire, au moins deux tiers des sièges doivent être pourvus, à défaut de quoi la Cour constitutionnelle devrait être saisie,.
Après le rejet par la cour des appels déposés par l'opposition et la proclamation des résultats définitifs  du premier tour le 1er février, les principaux partis d'opposition décident de boycotter de second tour, qualifiant le scrutin de « simulacre ». Parmi ceux-ci, l'Union pour le renouveau centrafricain (URCA), en position favorable dans plusieurs circonscriptions, revient sur sa décision quelques jours après,.
Le 13 février, un premier tour partiel pour les circonscriptions concernées est fixé au 14 mars, en même temps que le second tour pour celles ayant eu un premier tour valide. Environ 1 500 observateurs du réseau Arc-en-ciel sont déployés à Bangui et dans 7 préfectures du pays.
Soixante neuf députés sont élus à l'issue des scrutins de mars, qui se déroulent sans incidents majeurs. Les violences attendues n'ont cette fois-ci pas lieu, l'offensive des forces rebelles ayant entretemps été repoussée grâce à l'intervention de forces paramilitaires russes et rwandaises. La contre-offensive permet ainsi au gouvernement de sortir renforcé des évènements de l'entre-deux tours en regagnant du terrain. Sur les 69 députés élus, 50 le sont au second tour, tandis que les 19 autres le sont au premier tour partiel. Si 49 sièges sont encore à pourvoir lors d'un second tour partiel, l'assemblée dispose avec 91 députés de la moitié  requise pour pouvoir se réunir. 
Après les décisions de la Cour constitutionnelle des 19 et 30 avril rendant définitifs les résultats des second tours et premiers tours partiels, ce sont finalement 90 élus qui siègent le 3 mai 2021 pour l'ouverture de la 7e législature, en raison de l'annulation du scrutin dans la circonscription de Nana-Bakassa 2. Si cinquante sièges restent à pourvoir, l'assemblée dispose ainsi du minimum requis pour se réunir. Des scrutins dans 42 circonscriptions pour le second tour  partiel, et 8 circonscriptions pour un nouveau 1er tour partiel sont organisées le 23 mai 2021,.
Les résultats complets sont validés par la Cour constitutionnelle le 30 août 2021, le MCU totalise 40, sièges, le KNK 11, l'URCA 7, le MLPC 6, le MOUNI 6, et les Indépendants 27.